# Tantilla mexicana
Tantilla mexicana är ett taxon som beskrevs av Günther 1862. Tantilla mexicana ingår i släktet Tantilla och familjen snokar. Inga underarter finns listade i Catalogue of Life.
När Tantilla mexicana blev vetenskapligt beskriven angavs att den lever i Mexiko och Guatemala. Denna uppgift anses vara felaktig. Troligtvis användes individer från Sydamerika som tidigare blev beskriva som Tantilla melanocephala. The Reptile Database listar Tantilla mexicana därför som synonym.